# Zakrwawiona ziemia
Zakrwawiona ziemia (tyt. oryg. Tokë e përgjakur) – albański film fabularny z roku 1976 w reżyserii Ibrahima Muçaja i Kristaqa Mitro, na podstawie opowiadań: Litari i zjarrte Nauma Priftiego i Fortesa Teodora Laço.

## Opis fabuły
Akcja filmu rozgrywa się w trzech różnych okresach. W pierwszym ginie Miti, ojciec Gjergja, broniąc swojej ziemi przed zachłannością bogatego beja. Druga odsłona filmu rozgrywa się w czasie II wojny światowej, kiedy Gjergj walczy przeciwko włoskim okupantom i współpracującym z nimi bejem. W części trzeciej, w wyniku reformy rolnej, Gjergji otrzymuje na własność ziemię beja.
Film realizowano w Lushnji. Pierwsza wersja filmu została okrojona przez cenzurę, autorom zarzucono niedocenianie roli partii komunistycznej.

## Obsada
- Perika Gjezi jako Gjergji
- Niko Kanxheri jako Miti
- Pandi Raidhi jako Vasili
- Kadri Roshi jako młynarz Ali
- Margarita Xhepa jako Sandra
- Vasillaq Vangjeli jako komisarz Naim
- Kristaq Burdhima jako Gjergji w dzieciństwie
- Mihal Stefa jako Haki
- Xhemil Tagani jako Maksut
- Gjergji Lala jako Gjema, syn Maksuta
- Ilir Çelia jako mały Bardhi
- Veli Rada jako krewny Maksuta
- Marta Burda jako Vita
- Merkur Bozgo jako adwokat